# Gabriel Rodríguez
Gabriel Nicolás Rodríguez (Argentina, 5 de febrero de 1989) es un futbolista argentino. Jugó como delantero en Santiago Morning en la Primera B de Chile. También se desempeña como pivot de futsal en el club Agronomía Central.

## Carrera
Debutó jugando por Boca Juniors frente a San Lorenzo de Almagro en el Torneo Pentagonal de Verano Polacrín 2009 ingresando por Ricardo Noir con el número 29. En diciembre del mismo año se confirmó su préstamo a Ñublense de la Primera División de Chile.
Después de su préstamo en Chile en enero de 2011, Boca Juniors lo vuelve a ceder a préstamo al Olympiakos Volou de Grecia por un año y medio, en donde es compañero de los argentinos Leandro Álvarez, Paolo Frangipane, Vicente Monje, Facundo Pérez Castro, Javier Umbides y Juan Eduardo Martín. Al finalizar ese préstamo, Boca Juniors lo vuelve a ceder, ahora a Aldosivi. Al finalizar el préstamo con el club marplatense, Boca lo cede a Audax Italiano por un año, con opción de compra.
Después de terminar su contrato con Audax Italiano, se especuló su vuelta a Ñublense, pero esto nunca se oficializó y finalmente firmó en Gil Vicente de Portugal.
Tras su paso por Almirante Browm, arribó a Estudiantes de Buenos Aires.
Entre 2018 y 2019, jugó en Colegiales y All Boys.

## Selección nacional
Ha tenido pasos por las divisiones inferiores de la selección albiceleste, hasta llegar a jugar en la Selección de fútbol de Argentina Sub-20 que luego de mucho esfuerzo pudo ganar un mundial.

## Clubes
| Club             | País      | Temporadas  |
| ---------------- | --------- | ----------- |
| Boca Juniors     | Argentina | 2009        |
| Ñublense         | Chile     | 2010        |
| Olympiakos Volou | Grecia    | 2011        |
| Aldosivi         | Argentina | 2011        |
| Audax Italiano   | Chile     | 2012        |
| Gil Vicente      | Portugal  | 2013        |
| Leones Negros    | México    | 2013 - 2014 |
| Ñublense         | Chile     | 2014 - 2015 |
| Almirante Brown  | Argentina | 2015 - 2016 |
| Estudiantes      | Argentina | 2016 - 2018 |
| Colegiales       | Argentina | 2018 - 2019 |
| All Boys         | Argentina | 2019        |
| Santiago Morning | Chile     | 2020 - 2021 |

## Estadísticas
| Club                      | Temporada           | Div.                | Liga | Liga | Copas Nacionales * | Copas Nacionales * | Copas Internacio.** | Copas Internacio.** | Total | Total | Prom. · |
| Club                      | Temporada           | Div.                | PJ   | G    | PJ                 | G                  | PJ                  | G                   | PJ    | G     | Prom. · |
| ------------------------- | ------------------- | ------------------- | ---- | ---- | ------------------ | ------------------ | ------------------- | ------------------- | ----- | ----- | ------- |
| Boca Juniors Argentina    |                     |                     |      |      |                    |                    |                     |                     |       |       |         |
| 2009                      | 1.ª                 | 0                   | 0    | -    | -                  | -                  | -                   | 0                   | 0     | 0,00  |         |
| Total                     | Total               | 0                   | 0    | -    | -                  | -                  | -                   | 0                   | 0     | 0,00  |         |
| Ñublense · Chile          |                     |                     |      |      |                    |                    |                     |                     |       |       |         |
| 2010                      | 1.ª                 | 32                  | 14   | 2    | 0                  | -                  | -                   | 34                  | 14    | 0,41  |         |
| Total                     | Total               | 32                  | 14   | 2    | 0                  | -                  | -                   | 34                  | 14    | 0,41  |         |
| Olympiakos Volou · Grecia |                     |                     |      |      |                    |                    |                     |                     |       |       |         |
| 2011                      | 1.ª                 | 3                   | 0    | -    | -                  | -                  | -                   | 3                   | 0     | 0,00  |         |
| Total                     | Total               | 3                   | 0    | -    | -                  | -                  | -                   | 3                   | 0     | 0,00  |         |
| Aldosivi Argentina        |                     |                     |      |      |                    |                    |                     |                     |       |       |         |
| 2011/12                   | 2.ª                 | 3                   | 0    | 1    | 0                  | -                  | -                   | 4                   | 0     | 0,00  |         |
| Total                     | Total               | 3                   | 0    | 1    | 0                  | -                  | -                   | 4                   | 0     | 0,00  |         |
| Audax Italiano · Chile    |                     |                     |      |      |                    |                    |                     |                     |       |       |         |
| 2012                      | 1.ª                 | 32                  | 10   | 5    | 2                  | -                  | -                   | 37                  | 12    | 0,32  |         |
| Total                     | Total               | 32                  | 10   | 5    | 2                  | -                  | -                   | 37                  | 12    | 0,32  |         |
| Gil Vicente Portugal      |                     |                     |      |      |                    |                    |                     |                     |       |       |         |
| 2013                      | 1.ª                 | 3                   | 0    | -    | -                  | -                  | -                   | 3                   | 0     | 0,00  |         |
| Total                     | Total               | 3                   | 0    | -    | -                  | -                  | -                   | 3                   | 0     | 0,00  |         |
| Leones Negros · México    |                     |                     |      |      |                    |                    |                     |                     |       |       |         |
| 2013/14                   | 2.ª                 | 17                  | 2    | 7    | 4                  | -                  | -                   | 24                  | 6     | 0,28  |         |
| Total                     | Total               | 17                  | 2    | 7    | 4                  | -                  | -                   | 24                  | 6     | 0,28  |         |
| Ñublense · Chile          |                     |                     |      |      |                    |                    |                     |                     |       |       |         |
| 2014                      | 1.ª                 |                     |      |      |                    |                    |                     |                     |       |       |         |
| Total                     | Total               | 32                  | 14   | 2    | 0                  | -                  | -                   | 34                  | 14    | 0,41  |         |
| Total en su carrera       | Total en su carrera | Total en su carrera | 89   | 26   | 14                 | 5                  | -                   | -                   | 103   | 31    | 0,32    |

## Palmarés

### Campeonatos nacionales
| Título          | Club                         | País   | Año  |
| --------------- | ---------------------------- | ------ | ---- |
| Liga de Ascenso | Leones Negros de la U. de G. | México | 2013 |